# Giao diện người dùng 10 foot

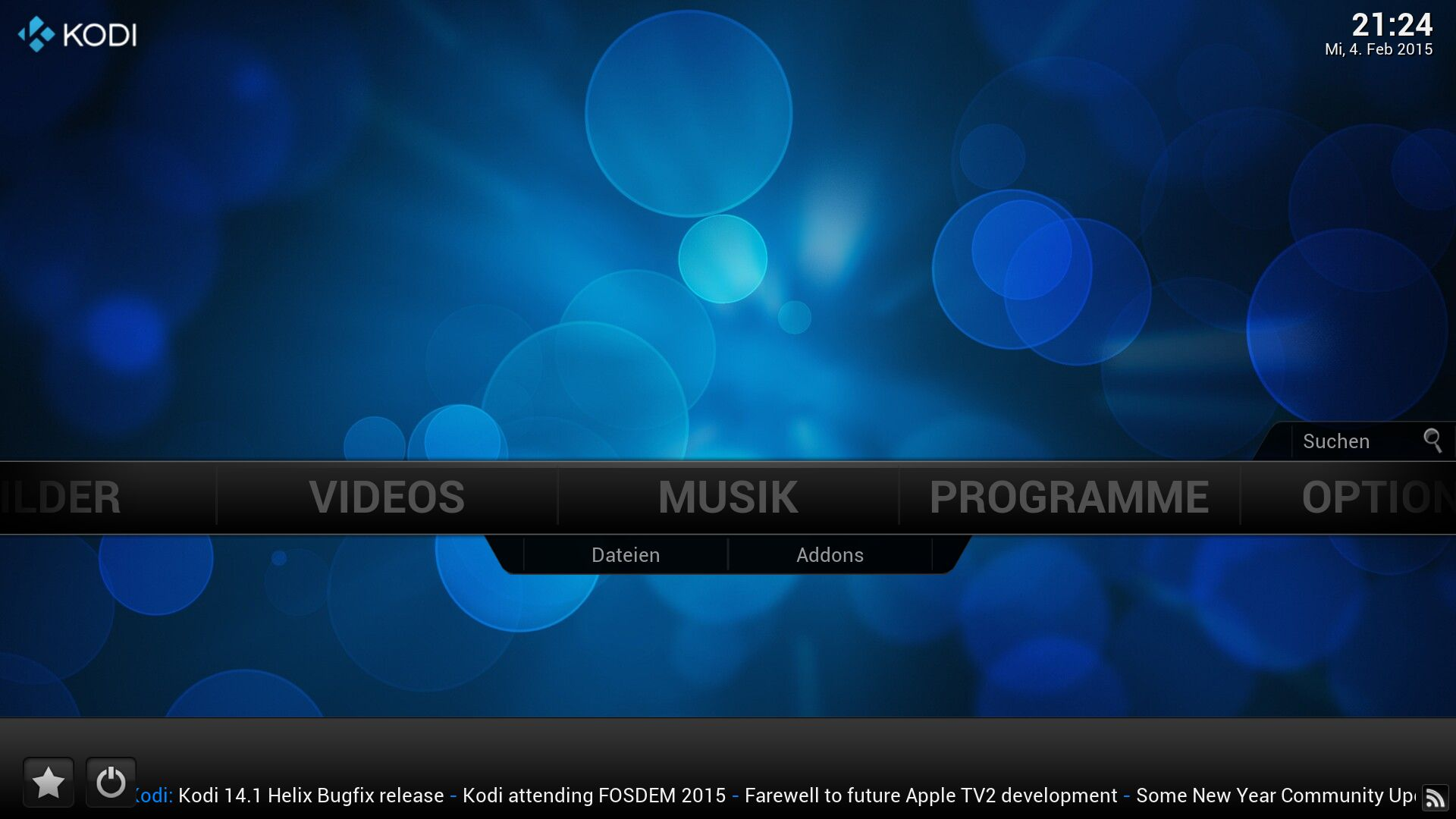
Kodi là một ví dụ về phần mềm máy tính tại nhà, được thiết kế để hiển thị trên TV. Nó có thể được điều khiển bằng điều khiển từ xa, bộ điều khiển trò chơi hoặc bàn phím.

Trong điện toán, giao diện người dùng 10 foot ("UI 10 foot") là giao diện người dùng đồ họa được thiết kế cho TV. So với giao diện người dùng máy tính để bàn và điện thoại thông minh, nó sử dụng văn bản và các yếu tố giao diện khác lớn hơn nhiều để phù hợp với khoảng cách xem truyền hình thông thường là 10 feet (3 mét). Ngoài ra, những hạn chế của điều khiển từ xa của TV đòi hỏi phải cân nhắc thêm về trải nghiệm người dùng để giảm thiểu nỗ lực trải nhiệm của người dùng.

## Thiết kế
Thuật ngữ "10 feet" (10 foot) được sử dụng để phân biệt kiểu giao diện người dùng này với kiểu được sử dụng trên máy tính để bàn, thường cho rằng mắt người dùng chỉ cách màn hình khoảng hai feet (60 cm). Sự khác biệt về khoảng cách so với màn hình này có tác động rất lớn đến thiết kế giao diện, đòi hỏi phải sử dụng các phông chữ cực lớn trên TV và cho phép tương đối ít mục được hiển thị trên TV cùng một lúc.
Giao diện người dùng 10 feet hầu như luôn được thiết kế để vận hành bằng điều khiển từ xa cầm tay đơn giản. Thay vì chuột hoặc màn hình cảm ứng thường được sử dụng với các loại giao diện người dùng khác, bảng điều hướng của điều khiển từ xa là phương tiện điều hướng chính. Điều này có nghĩa là giao diện người dùng 10 feet cần sắp xếp các mục trên màn hình theo cách hiển thị rõ ràng mục nào sẽ tiếp theo trong mỗi bốn hướng của bảng điều hướng - thường là bố trí lưới. Ngoài ra, không có con trỏ chuột, mục được chọn hiện tại phải được tô sáng theo một cách nào đó.
Giao diện mười foot (10 feet) có thể giống với các hệ thống hậu WIMP khác về mặt đồ họa, do một số lượng pixel tương tự, nhưng không cho rằng việc sử dụng màn hình cảm ứng.
Mục tiêu của thiết kế giao diện người dùng 10 feet thường là làm cho tương tác của người dùng trở nên đơn giản và hiệu quả nhất có thể, cố gắng đạt được trải nghiệm người dùng thoải mái và thoải mái hơn với ít lần nhấn nút nhất có thể trong khi vẫn có bố cục trực quan, trong điều khoản hoàn thành mục tiêu người dùng — điều thường được gọi là thiết kế lấy người dùng làm trung tâm. Thiết kế giao diện người dùng tốt tạo điều kiện hoàn thành nhiệm vụ trong tầm tay mà không thu hút sự chú ý không cần thiết vào chính nó. Thiết kế đồ họa có thể được sử dụng để hỗ trợ khả năng sử dụng của nó; tuy nhiên, quy trình thiết kế phải cân bằng chức năng kỹ thuật và các yếu tố thị giác (ví dụ: mô hình tinh thần) để tạo ra một hệ thống không chỉ hoạt động mà còn có thể sử dụng và thích ứng với nhu cầu thay đổi của người dùng.